# Leichtathletik-Europameisterschaften 1998/4 × 100 m der Männer

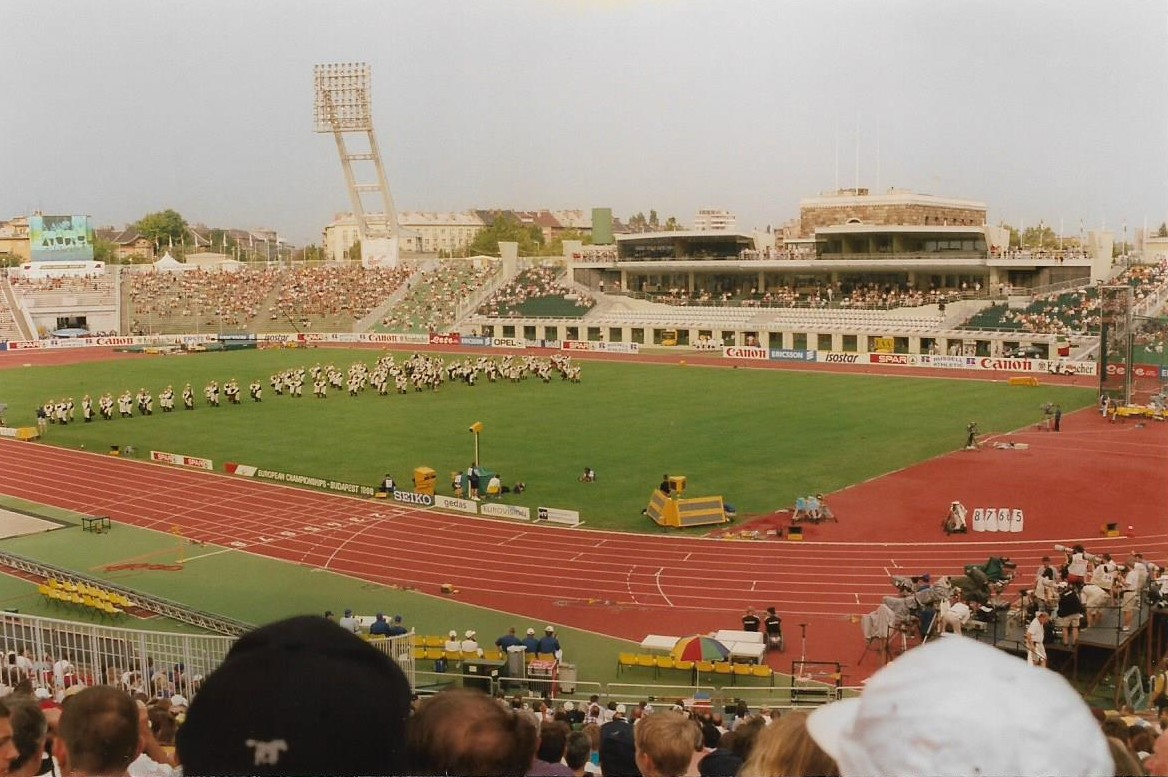
Das Népstadion von Budapest im Jahr 1998

Die 4-mal-100-Meter-Staffel der Männer bei den Leichtathletik-Europameisterschaften 1998 wurde am 22. und 23. August 1998 im Népstadion der ungarischen Hauptstadt Budapest ausgetragen.
Europameister wurde Großbritannien in der Besetzung Allyn Condon, Darren Campbell, Douglas Walker (Finale) und Julian Golding (Finale) sowie den im Vorlauf außerdem eingesetzten Marlon Devonish und Dwain Chambers.
Den zweiten Platz belegte Frankreich mit Thierry Lubin (Finale), Frédéric Krantz, Christophe Cheval und Needy Guims sowie dem im Vorlauf außerdem eingesetzten Rodrigue Nordin.
Bronze ging an Polen (Marcin Krzywański, Marcin Nowak, Piotr Balcerzak, Ryszard Pilarczyk).
Auch die nur im Vorlauf eingesetzten Läufer erhielten entsprechendes Edelmetall.

## Bestehende Rekorde
| Weltrekord           | 37,40 s | USA (Jon Drummond, Andre Cason, Dennis Mitchell, Leroy Burrell)                      | WM Stuttgart, Deutschland | 22. August 1993 |
| Europarekord         | 37,77 s | Großbritannien (Colin Jackson, Tony Jarrett, John Regis, Linford Christie)           | WM Stuttgart, Deutschland | 22. August 1993 |
| Meisterschaftsrekord | 37,79 s | Frankreich (Max Morinière, Daniel Sangouma, Jean-Charles Trouabal, Bruno Marie-Rose) | EM Split, Jugoslawien     | 31. August 1990 |

Der bestehende EM-Rekord wurde bei diesen Europameisterschaften nicht erreicht. Die schnellste Zeit erzielte die spätere Europameisterstaffel aus Großbritannien im ersten Vorlauf mit 38,47 s, womit das Quartett 68 Hundertstelsekunden über dem Rekord blieb. Zum Europarekord fehlten siebzig Hundertstelsekunden, zum Weltrekord 1,07 s.

## Legende
Kurze Übersicht zur Bedeutung der Symbolik – so üblicherweise auch in sonstigen Veröffentlichungen verwendet:
| DNF | Wettkampf nicht beendet (did not finish) |
| DSQ | disqualifiziert                          |

## Vorrunde
22. August 1998
Die Vorrunde wurde in zwei Läufen durchgeführt. Die ersten drei Staffeln pro Lauf – hellblau unterlegt – sowie die darüber hinaus zwei zeitschnellsten Teams – hellgrün unterlegt – qualifizierten sich für das Finale.

### Vorlauf 1
| Platz | Staffel        | Besetzung                                                                       | Zeit (s) |
| ----- | -------------- | ------------------------------------------------------------------------------- | -------- |
| 1     | Großbritannien | Allyn Condon Darren Campbell Marlon Devonish (Vorlauf) Dwain Chambers (Vorlauf) | 38,47    |
| 2     | Polen          | Marcin Krzywański Marcin Nowak Piotr Balcerzak Ryszard Pilarczyk                | 39,16    |
| 3     | Frankreich     | Rodrigue Nordin (Vorlauf) Frédéric Krantz Christophe Cheval Needy Guims         | 39,21    |
| 4     | Niederlande    | Martijn Ungerer Patrick Snoek Patrick van Balkom Dennis Tilburg                 | 39,29    |
| 5     | Norwegen       | Erlend Sæterstøl Thomas Mellin-Olsen John Ertzgaard Geir Moen                   | 39,77    |
| DNF   | Spanien        | Frutos Feo Francisco Javier Navarro Diego Moisés Santos Carlos Berlanga         |          |
| DSQ   | Finnland       | Sami Länsivuori Tero Ridanpää Harri Kivelä Janne Haapasalo                      |          |

### Vorlauf 2
| Platz | Staffel      | Besetzung                                                                              | Zeit (s) |
| ----- | ------------ | -------------------------------------------------------------------------------------- | -------- |
| 1     | Deutschland  | Patrick Schneider Jérôme Crews Manuel Milde Marc Blume                                 | 39,25    |
| 2     | Griechenland | Alexandros Genovelis Alexios Alexopoulos Georgios Panagiotopoulos Charalambos Papadias | 39,27    |
| 3     | Italien      | Andrea Amici (Vorlauf) Alessandro Attene Sandro Floris Stefano Tilli (Vorlauf)         | 39,30    |
| 4     | Schweden     | Patrick Lövgren Matias Ghansah Torbjörn Eriksson Peter Karlsson                        | 39,44    |
| 5     | Slowenien    | Damjan Špur Martin Plesničar Bostjan Horvat Urban Acman                                | 39,86    |
| 6     | Zypern       | Evripides Demosthenous Anninos Markoullidis Prodromos Katsantonis Yiannios Zisimides   | 40,86    |
| DNF   | Ungarn       | Roland Németh Miklós Gyulai György Dobos Gábor Dobos                                   |          |
| DSQ   | Tschechien   | Martín Morkes Luděk Bohman Tomas Drímal Ivo Krsek                                      |          |

## Finale
23. August 1998
| Platz | Staffel        | Besetzung | Zeit (s) |
| ----- | -------------- | --- | -------- |
| 1     | Großbritannien | Allyn Condon Darren Campbell Douglas Walker (Finale) Julian Golding (Finale) im Vorlauf außerdem: Marlon Devonish Dwain Chambers   | 38,52    |
| 2     | Frankreich     | Thierry Lubin (Finale) Frédéric Krantz Christophe Cheval Needy Guims im Vorlauf außerdem: Rodrigue Nordin                          | 38,87    |
| 3     | Polen          | Marcin Krzywański Marcin Nowak Piotr Balcerzak Ryszard Pilarczyk                                                                   | 38,98    |
| 4     | Griechenland   | Alexandros Genovelis Alexios Alexopoulos Georgios Panagiotopoulos Charalambos Papadias                                             | 39,07    |
| 5     | Deutschland    | Patrick Schneider Jérôme Crews Manuel Milde Marc Blume                                                                             | 39,09    |
| 6     | Schweden       | Patrick Lövgren Matias Ghansah Torbjörn Eriksson Peter Karlsson                                                                    | 39,32    |
| 7     | Niederlande    | Martijn Ungerer Patrick Snoek Patrick van Balkom Dennis Tilburg                                                                    | 39,79    |
| 8     | Italien        | Francesco Scuderi (Finale) Andrea Colombo (Finale) Alessandro Attene Sandro Floris im Vorlauf außerdem: Andrea Amici Stefano Tilli | 39,85    |

## Videolinks
- Men's 4x100m Relay European Champs Budapest August 1998, youtube.com, abgerufen am 7. Januar 2023
- Men's 4x100m Relay European Champs Budapest 1998 youtube.com, abgerufen am 7. Januar 2023